# Наташа Атлас
Наташа Атлас (фр. Natacha Atlas; Брисел, 20. март 1964) белгијска је музичарка арапског и северноафричког мелоса. Мајка јој је из Британка која је прешла у ислам, а отац Арапин из Јерусалима.

## Биографија
У модерној електронској музици често користи елементе из арапског и северноафричког фолклора. Већину свог живота провела је путујући по свету, те је живела у Бриселу, у Грчкој, Египту и Великој Британији, што је утицало на њену музику.
Од 1991. сарађује са групом Тренс-глобал андерграунд (енгл. Trans-Global Underground) као певач. Сарађивала је и са са Жан Мишел Жаром, Шинејд О'Конор, Питером Гејбријелом и другима. Са Најџелом Кенедијем (Nigel Kennedy) снимила је српску песму Ајде, Јано, коло да играмо на албуму East Meets East.

## Дискографија

### Самостални албуми
- (1995)[3]
- (1997)[3]
- (1999)[3]
- (2001)[3]
- (2002)
- (2003)[3]
- (2005)
- (2006)[3]
- (2008)[3]
- (2010)[3]
- (2015)[3]